# بوردرلاندز:ما قبل التكملة
بوردرلاندز:ما قبل التكملة (بالإنجليزية: Borderlands: The Pre-Sequel!) هي لعبة فيديو من نوع تصويب منظور الشخص الأول، صدرت في 14 أكتوبر 2014، وهي متوفرة على أجهزة مايكروسوفت ويندوز وأو إس عشرة وجنو/لينكس وبلاي ستيشن 3 وإكس بوكس 360 وبلاي ستيشن فيتا. اللعبة من تطوير جيربوكس سوفتوير ومن نشر تو كي جيمز.

## موجز القصة
تدور احداث اللعبة مابين بين الجزء الأول والثاني.